# フランキー・イェール
フランキー・イェール（Frankie Yale(Uale)、1893年1月22日 - 1928年7月1日）は、ニューヨークのギャング。本名フランチェスコ・イオエーレ(Francesco Ioele)。短気かつ好戦的な性格で、ライバルギャングと多くのガンファイトを繰り広げた。イタリア移民と共にやって来た強請専門の犯罪集団、英語で言うところのブラックハンド、イタリア語ではマーノ・ネーラと呼ばれていた強請屋の側面と、禁酒法下の密輸実業家の面があり、ストリートギャングとシンジケートギャングの中間に位置する。転換期のギャング。

## 来歴

### 初期
イタリアのカラブリア州ロンゴブッコ出身。3人兄弟の次男。1898年、一家でアメリカに渡り、ニューヨークのロウアー・イースト・サイドに定住した。家から1ブロック先にジョニー・トーリオの酒場と売春宿があった。ギャング集団ファイブ・ポインツ・ギャングの下部組織ファイブ・ポインツ・ジュニアに加入し、トーリオと知り合った。父ドメニコは雑貨屋で働いたが、家は貧しかった。1910年までにブルックリン南部に移った。17歳でレスラーのブービー・ネルソンとチームを組んでビリヤード場を荒らしまわり、羊泥棒や武器の不法所持で幾度も逮捕された。1913年7月、武装強盗で逮捕されたが、店主が証言を取り下げ無罪となった。1915年、トーリオがシカゴに移った時ブルックリンの縄張りを受け継いだ。同年、違法賭博をやっていた喫茶店が摘発され、逮捕された。1916年、コニーアイランドに酒場「ハーヴァード・イン」を開いた。バーテンダー兼用心棒に、トーリオから紹介されたアル・カポネを雇った。同年、24歳でマリア・デラピアと結婚し、ローザとイザベラの2人の娘が生まれた。

### 密輸抗争
禁酒法施行後、酒の密輸に乗り出した。デトロイトのパープルギャングから良質のカナダ産ウイスキーを仕入れてブルックリン一帯の闇酒場に卸売し、大儲けした。部下にウィリー・"ツーナイフ"・アルティエリ、アンソニー・"オーギーピサノ"・カルファノ、フレンチー・カーリノ、ベンジャミン・パッゾらがいた。密輸の縄張りを巡ってアイルランド系ギャングのホワイト・ハンドをはじめ、多くの密輸ギャングと争った。
1921年2月6日、マンハッタンのパークロウで殴り合いの喧嘩から撃ち合いに発展し、右肺を貫通する重傷を負った。相手側ギャングが頭部を撃たれ死亡した。
同年7月5日、密輸ギャング、アーネスト・メルキオーレを殺害した疑いで逮捕された（証拠なく放免）。同年7月15日、コニーアイランドのハーヴァード・インから車で移動中、並走する車から20発の銃弾を浴びた。イェールとカルファノは無傷で、弟アンジェロと手下1人が負傷した。メルキオーレの兄弟シルヴィオの仕返しとされた。8日後、そのシルヴィオがリトルイタリーのカフェで氷の運搬を監督していたところに見知らぬ男が近づき口論になったが、その間に近づいた2人が銃殺した。イェールが疑われ拘留された（放免）。
1923年7月9日、パーティの帰りに自宅で銃撃され、運転手が死亡した。イェールは家族を運転手に送らせ、自らは部下1人と歩いて帰ったので無事だった。運転手はイェールと間違えられて犠牲になった。
1925年12月26日早朝、ブルックリン臨海区の社交クラブ「アドニス」でホワイトハンドのリチャード・“ペグ・レグ”・ロネガンら3人が銃殺された（アドニスクラブの虐殺）。現場にいて警察に尋問された9人（客、歌手、イタリア系オーナー等）の中にカポネがいたことから、イェールがカポネに頼んでライバルを抹殺したとの憶測が流れた（カポネは証拠不在で放免）。

### VIP暗殺
1920年5月、トーリオと酒の密売で対立したシカゴのジム・コロシモを彼の事務所で暗殺した。警察はニューヨークで彼を殺人容疑で正式に逮捕したが、目撃者のウェイターが身の危険を感じて土壇場で記憶がないと言い、証拠不十分で釈放された。
1924年11月10日にはトーリオと仲違いして争っていたダイオン・オバニオンを暗殺した。言い伝えによれば、イェール一味はオバニオンの花屋を訪れ、3人が花屋に入り本人がいるかを確かめた後イェールを含む別の3人が花屋に入り、マイク・メルロの葬式の花を買いに来たと言って手下の1人がオバニオンと握手しているすきに別の手下がピストルで射殺した。コロシモ殺害時もイェールがシカゴにいたことから、警察はイェールの関与を疑いアリバイを確かめるため拘束したが、メルロの葬儀にきたと弁解し供述を終えてニューヨークに帰った。この暗殺によって1万ドルと4カラットのダイヤの指輪を報酬として受け取ったという（イェールはオバニオン暗殺に関わっていないという説もある）。

### 事業多角化
ギャングから取り立てる闇賭博の上納金や商店の強請が主な収入源だったが、酒の密売で一気に収入が増えると、事業を多角化した。ランドリー業、スピークイージー（闇酒場）、氷（冷蔵庫のない時代の必需品）の卸売り、ダンスホール、葬儀屋、レストラン、タクシー会社、煙草会社など次々に立ち上げた。安く作った氷や煙草を法外な高値で業者に売りつけ、ランドリー業やパン屋商売では組合を作って業者から強制的に会費を取った。
儲けた金の一部は慈善事業で庶民に還元した。1922年、クリスマスに12トンの石炭を用意し、貧民に無償で配った。配給場所に教会を利用し、また聖ロザリア教会に寄付をした。1927年、ブルックリンのニューブロードウエイアリーナでボクシングのチャリティマッチを組み、収益を教会に寄付した。同年、学校建設の発起式に参加した。
1926年夏、扶養手当を払う条件でマリアと離婚し、翌年ルーシーと再婚した。

### シチリア・マフィアとの付き合い
ブルックリンの魚市場を支配したジュゼッペ・バルサモ・"バティスタ"と友人になり、その後バルサモ利権を継いだヴィンセント・マンガーノとも付き合いがあった。マンガーノ配下のカラブリア系の部下を共有した。禁酒法初期、モレロ一家のヴィンセント・テラノヴァと提携した。1924年11月オバニオン暗殺に加担したと疑われたシカゴ旅行には、サヴェリオ・"サム"・ポラシアが随行していた。南ブルックリンのパレルモ系マフィア、ジュゼッペ・ペライノとも親しかったとされる。
1920年代後半、ブルックリンに進出したジョー・マッセリアと提携した。

### カポネとの不和
1927年、酒の密売利権のいざこざからカポネと対立した。イェールがカポネのロングアイランドで荷揚げされる酒を強奪しているとの噂を聞きつけたカポネはニューヨークに手下ジェームス・ディアマトを派遣して調べさせたところ、同年7月、ディアマトがブルックリンの路上で銃殺体となって発見された。イェールに返り討ちにあったと信じられた（警察がイェールギャング5人を取り調べた）。同年9月、カポネの招待でシカゴでボクシング試合を観戦した。シカゴの捜査当局はイェールがシカゴに来たので警戒したが、特に何も起こらなかった。

### 暗殺
1928年7月1日16時頃、アジトのサンライズクラブで飲んでいた時、家族の危急を知らせる電話があり、用心棒を付けずに車に飛び乗り自宅に向かった。ブルックリンの44丁目通りを走行中、尾行していた黒光りのセダンに車のリアウィンドウを銃撃された。加速して逃げたが、途中で加わった別の車2台に並走状態からショットガン、リボルバー、トンプソンM1928サブマシンガンの一斉射撃を浴びた。イェールの車はコントロールを失い道沿いの家の石段に突っ込んだ。頭部に3発被弾して即死した。電話は彼の妻からで、「戻ってきて車に乗せて欲しい」という内容だったといい、部下の支度を待たずに一人で外に出ていったという（サンライズクラブにいた部下ジョー・カポニの証言）。電話はイェールをおびき出すトラップだったと広く信じられている。
イェールの車はリンカーンの新車で、防弾仕様だったがサイドウィンドウに防弾処理が施されていなかった、又は狙撃時サイドウィンドウを下ろしていた、と伝えられた。
警察は当初からカポネの関与を疑い、カポネがいたマイアミから手下3人が汽車で北に向かい、殺害数時間前にニューヨークに着いたとした。「イェールはカポネと対立していたが、今年（1928年）2月までは少なくとも表面上は友好関係にあった」と新聞は伝えた。カポネの殺し屋（ジャック・マクガーンなど）が俎上に上がったが、捜査は行き詰った。
葬儀はギャングとしてはアメリカ建国以来最大の規模で行われ、銀の棺を見たさに1万5千人が集まった。花を運ぶ車だけで28台も連なったとされ、地元のイタリア人居住区の商店街は葬儀の日に休業した。ブルックリンの全スピークイージーが各200ドルの献花代を寄付したと伝えられた。葬儀はカルファノが仕切り、2人の女性が自分が正妻と主張して棺を取り合った。

### 暗殺余波
イェール死後、縄張りを乗っ取ろうとギャング各派が争った。ダキーラがイェール派残党を攻撃し、臨海区のカラブリア系ギャングはベイリッジ拠点のジョゼフ・プロファチ一派と抗争した。ダキーラはイェールの死から3か月後に暗殺された（マッセリアの首謀とされる）。結果として、アル・ミネオやイェール派残党のカルファノなどマッセリア傘下のギャングが縄張りの大半を継いだ。プロファチが混乱に乗じて縄張りの一部を奪い、イェールの子分を多数取り込んだ（現コロンボ一家）。

## エピソード
- 貧しい家で育ったイェールは庶民に石炭や食料を配るなど慈善事業を積極的に行い、庶民に人気があった[2]。情に脆く、貧しい人を襲ったり、ただの強盗をすることを許さなかった（自分を慕っている商店に強盗が入った時、温情として翌日その店のカウンターに現金を置いておいたこともあったという[23]）。
- 「闇の王子」「ブルックリンのプリンス」と呼ばれた。
- 学生風中央分けヘアスタイルと派手でどぎつい服装、ダイヤ入りベルトでギャングファッションを気取った[24]。
- 短気で、イェールギャングの一員だった弟のアンジェロをよく叩いて説教していた[4]。
- 無類の女好きで、結婚していたが浮気を重ねた。コニーアイランド近辺をうろつく美人を探しては逢引きし、逢引きの時はいつも敵の襲撃に備えて用心棒を周りに置いた[24]。
- イェールに借金を返さず手を焼いていた男の元にカポネを派遣するとカポネはその男を殺したのでイェールは気に入ったという。問題が発生した場合は暴力での解決を優先し、トーリオとは正反対の影響をカポネに与えた。
- シチリア同盟（en）を非合法アルコール取引の隠れ蓑に使い、組織の本部長兼ニューヨーク支部長を務めたという。
- イェール暗殺事件は、トンプソン・サブマシンガンがニューヨークで最初に使われた事件として有名になった。聖バレンタインデーの虐殺で使われたマシンガンと同種のものだったとも伝えられた。検死ではピストル弾とショットガンが死因とされたこと、目撃証言でマシンガンへの言及がなかったことやガンマンが乗り捨てた車にマシンガンが見つからなかったことから、本当に使われたか疑わしいとの見方がある[9][25]。
- 1本の電話が死の引き金になったが、イェールの側近だったカルファノも31年後に同じ流儀で暗殺された[9]。
- 警察署の常連で、彼の顔を知らぬ警官はいなかった。イェールが暗殺された時50-60人の警官・刑事が現場に駆けつけ、次から次へと遺体を見てはすぐにイェールと特定した[20]。
- 死後、イェールが稼いだ金は煙のように消え、彼の不動産鑑定額はわずか3000ドルだったと伝えられた[9]。前妻のマリア・イェールは家族を養うため工場で1日10時間も働いた。